# 25. Szaturnusz-gála
A 25. Szaturnusz-gála az 1998-as év legjobb filmes és televíziós sci-fi, horror és fantasy alakításait értékelte. A díjátadót 1999. június 9-én tartották Kaliforniában.

## Győztesek és jelöltek
Forrás:

### Film
| Legjobb férfi főszereplő | Legjobb női főszereplő |
| --- | --- |
| - James Woods – Vámpírok (John "Jack" Crow) - Jim Carrey – Truman Show (Truman Burbank) - David Duchovny – X-akták – Szállj harcba a jövő ellen (Fox Mulder) - Anthony Hopkins – Ha eljön Joe Black (Bill Parrish) - Edward Norton – Amerikai história X (Derek Vinyard) - Bruce Willis – Armageddon (Harry S. Stamper) | - Drew Barrymore – Örökkön-örökké (Danielle de Barbarac) - Gillian Anderson – X-akták – Szállj harcba a jövő ellen (Dana Scully) - Jamie Lee Curtis – H20 – Halloween húsz évvel később (Laurie Strode) - Meg Ryan – Angyalok városa (Dr. Maggie Rice) - Jennifer Tilly – Chucky menyasszonya (Tiffany Valentine) - Catherine Zeta-Jones – Zorro álarca (Elena Montero) |
| Legjobb férfi mellékszereplő | Legjobb női mellékszereplő |
| - Ian McKellen – Az eminens (Kurt Dussander / Arthur Denker) - Ben Affleck – Armageddon (A.J. Frost) - Dennis Franz – Angyalok városa (Nathaniel Messinger) - Ed Harris – Truman Show (Christof) - Gary Oldman – Lost in Space – Elveszve az űrben (Dr. Smith) - Billy Bob Thornton – Szimpla ügy (Jacob Mitchell) | - Joan Allen – Pleasantville (Betty Parker) - Claire Forlani – Ha eljön Joe Black (Susan Parrish) - Anne Heche – Psycho (Marion Crane) - Anjelica Huston – Örökkön-örökké (Baroness Rodmilla de Ghent) - Sheryl Lee – Vámpírok (Katrina) - Charlize Theron – Joe, az óriásgorilla (Jill Young)                                                                          |
| Legjobb fiatal színész | Legjobb rendező |
| - Tobey Maguire – Pleasantville (David) - Josh Hartnett – Faculty - Az invázium (Zeke Tyler) - KaDöntetlen Holmes – Kísérleti patkányok (Rachel Wagner) - Jack Johnson – Lost in Space – Elveszve az űrben (Will Robinson) - Brad Renfro – Az eminens (Tod Bowden) - Alicia Witt – Rémségek könyve (Natalie Simon) | - Michael Bay – Armageddon - Rob Bowman – X-akták – Szállj harcba a jövő ellen - Roland Emmerich – Godzilla - Alex Proyas – Dark City - Bryan Singer – Az eminens - Peter Weir – Truman Show |
| Legjobb forgatókönyv | Legjobb jelmez |
| - Andrew Niccol – Truman Show - Brandon Boyce – Az eminens - Don Mancini – Chucky menyasszonya - Alex Proyas – Dark City - Gary Ross – Pleasantville - Joseph Stefano – Psycho | - Örökkön-örökké – Jenny Beavan - Armageddon – Michael Kaplan, Magali Guidasci - Dark City – Liz Keogh - Lost in Space – Elveszve az űrben – Vin Burnham, Robert Bell, Gilly Hebden - Zorro álarca – Graciela Mazón - Pleasantville – Judianna Makovsky |
| Legjobb smink | Legjobb filmzene |
| - Vámpírok – Robert Kurtzman, Greg Nicotero, Howard Berger - Penge – Greg Cannom, Michael Germain - Dark City – Bob McCarron, Lesley Vanderwalt, Lynn Wheeler - Lost in Space – Elveszve az űrben – Peter Robb-King - Star Trek: Űrlázadás – Michael Westmore - X-akták – Szállj harcba a jövő ellen – Alec Gillis, Tom Woodruff Jr., Michael Mills, Greg Nelson                                                            | - John Carpenter – Vámpírok - George S. Clinton – Vad vágyak - George Fenton – Örökkön-örökké - Thomas Newman – Ha eljön Joe Black - Trevor Rabin – Armageddon - Hans Zimmer – Egyiptom hercege |
| Legjobb különleges effektek | Legjobb sci-fi-film |
| - Godzilla – Volker Engel, Patrick Tatopoulos, Karen E. Goulekas, Clay Pinney - Armageddon – Patrick McClung, Richard R. Hoover, John Frazier - Dark City – Andrew Mason, Mara Bryan, Peter Doyle, Tom Davies - Lost in Space – Elveszve az űrben – Angus Bickerton - Joe, az óriásgorilla – Rick Baker, Hoyt Yeatman, Allen Hall, Jim Mitchell - Ryan közlegény megmentése – Roger Guyett, Stefen Fangmeier, Neil Corbould | - Armageddon (Döntetlen) - Dark City (Döntetlen) - Deep Impact - Lost in Space – Elveszve az űrben - Star Trek: Űrlázadás - X-akták – Szállj harcba a jövő ellen |
| Legjobb akciófilm, kalandfilm vagy filmthriller | Legjobb fantasyfilm |
| - Ryan közlegény megmentése - Zorro álarca - Nincs alku - Egyiptom hercege - Ronin - Szimpla ügy | - Truman Show - Babe 2. – Kismalac a nagyvárosban - Egy bogár élete - Angyalok városa - Godzilla - Pleasantville |
| Legjobb horrorfilm | Legjobb házimozis megjelenés |
| - Az eminens - Penge - Chucky menyasszonya - Faculty - Az invázium - H20 – Halloween húsz évvel később - Vámpírok | - Alkonyattól pirkadatig 2. – Texasi vérdíj - A kocka - Gattaca - A légiós - The Night Flier - A csúf |

### Televízió

#### Műsorok
| Legjobb televíziós sorozat | Legjobb kábeltelevíziós sorozat |
| --- | --- |
| - X-akták (Fox) - Buffy, a vámpírok réme (The WB) - Bűbájos boszorkák (The WB) - Seven Days – Az időkapu (UPN) - A Simpson család (Fox) - Star Trek: Voyager (UPN) | - Babylon 5 (TNT) - Végtelen határok (Showtime) - Y-akták (Syndicated) - Sliders (SyFy) - Star Trek: Deep Space Nine (Syndicated) - Csillagkapu (Showtime) |

#### Színészek
| Legjobb televíziós színész | Legjobb televíziós színésznő |
| --- | --- |
| - Richard Dean Anderson – Csillagkapu (Showtime) (Jack O’Neill) - Bruce Boxleitner – Babylon 5 (TNT) (John Sheridan) - Nicholas Brendon – Buffy, a vámpírok réme (The WB) (Xander Harris) - David Duchovny – X-akták (Fox) (Fox Mulder) - Lance Henriksen – Millennium (Fox) (Frank Black) - Jonathan LaPaglia – Seven Days – Az időkapu (UPN) (Frank Parker) | - Sarah Michelle Gellar – Buffy, a vámpírok réme (The WB) (Buffy Summers) - Gillian Anderson – X-akták (Fox) (Dana Scully) - Claudia Christian – Babylon 5 (TNT) (Susan Ivanova) - Shannen Doherty – Bűbájos boszorkák (The WB) (Prue Halliwell) - Kate Mulgrew – Star Trek: Voyager (UPN) (Kathryn Janeway) - Jeri Ryan – Star Trek: Voyager (UPN) (Hét Kilenced) |

### Különdíj
- George Pal Memorial Award: Ray Bradbury
- Életműdíj: James Coburn, Nathan Juran
- President's Award: William Friedkin
- Service Award: David Shepard

## Fordítás
- Ez a szócikk részben vagy egészben  a(z)   25th Saturn Awards című angol Wikipédia-szócikk fordításán alapul.  Az eredeti cikk szerkesztőit annak laptörténete sorolja fel. Ez a jelzés csupán a megfogalmazás eredetét és a szerzői jogokat jelzi, nem szolgál a cikkben szereplő információk forrásmegjelöléseként.